# Hasan Kaşıkara
Hasan Kaşıkara (* 13. Februar 1995 in Sivas) ist ein türkischer Fußballspieler, der für Aydınspor 1923 spielt.

## Vereinskarriere
In der Saison 2012/13 wurde Hasan Kaşıkara, unter Trainer Sait Karafırtınalar, das erste Mal in die 1. Mannschaft berufen. Sein Debüt als professioneller Fußballspieler gab Kaşıkara am 3. März 2013 im Ligaspiel gegen MKE Ankaragücü.
Für die Saison 2014/15 wurde er an Aydınspor 1923 ausgeliehen.